# Ботанічний сад провінції Нью-Брансвік

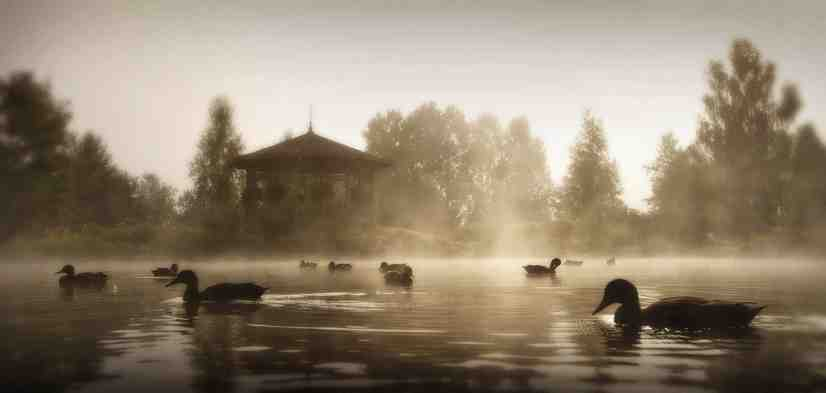
Качки у ботанічному саду

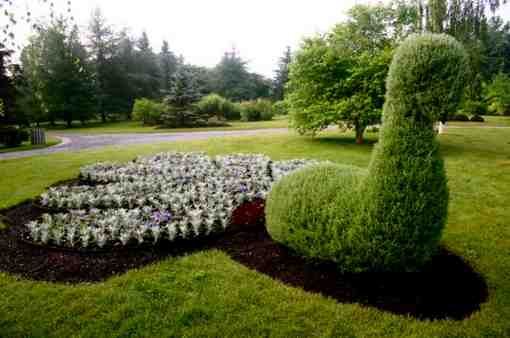
Паркова композиція «Павич»

 Ботанічний сад провінції Нью-Брансвік (англ. New Brunswick Botanical Garden, фр. Jardin botanique du Nouveau-Brunswick) — ботанічний сад у передмісті Сен-Жак міста Едмундстон (графство Мадаваска, провінція Нью-Брансвік, Канада).

## Загальні відомості
Ботанічний сад провінції Нью-Брансвік відкритий у червні 1993 року, однак через відсутність фінансування через кілька років опинився під загрозою закриття. Ботанічний сад був врятований завдяки втручанню Едмундстонського кампуса університету Монктона (UMCE), якому згодом був виданий мандат на управління садом з 1997 по 2007 рік. З 2007 року ботанічний сад підпорядковується Товариству ботанічних садів Нью-Брансвіка.
Площа ботанічного саду складає 7 га, на його території розмістилися 8 тематичних садів, в яких росте 80 тисяч рослин.

## Тематичні сади
Сад однорічних рослин — численні квітники цього саду мають симетричну форму і включають сотні видів і сортів рослин.
Сад троянд має колекцію троянд, які квітують протягом усього літа.
Альпійський сад — тут ростуть рослини, привезені з різних частин світу. В альпійському саду знаходиться водоспад, одна з головних визначних пам'яток ботанічного саду.
Сад багаторічних рослин цікавий для відвідувачів протягом усього сезону.
Тінистий сад — високі дерева в цьому саду утворюють природний дах, у тіні якого ростуть тіньовитривалі рослини.
Квітковий струмок — сад, головною родзинкою якого є струмок, що протікає по ботанічному саду і знову впадає в річку Мадаваску. Протягом літа тут цвітуть водні рослини і багаторічники. Качки та інші водоплавні птахи також є складовою частиною цього саду.
Сад рододендронів — сад, де в умовах холодного клімату Приморських провінцій на кислих ґрунтах зростають рододендрони.
Горо́д — вирощуються різноманітні овочі, ростуть фруктові дерева, виноград, їстівні і лікарські рослини.

## Галерея фотографій ботанічного саду

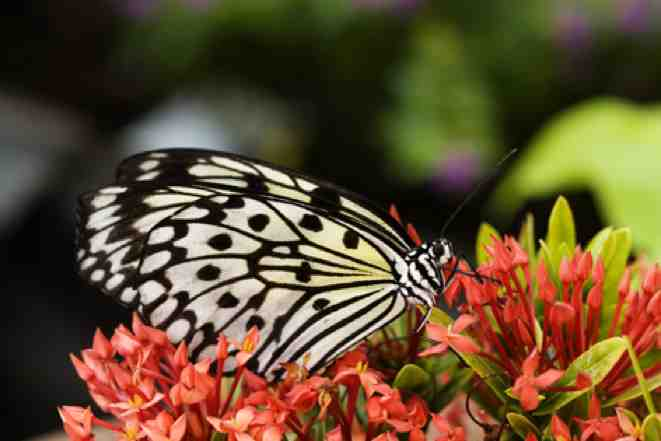
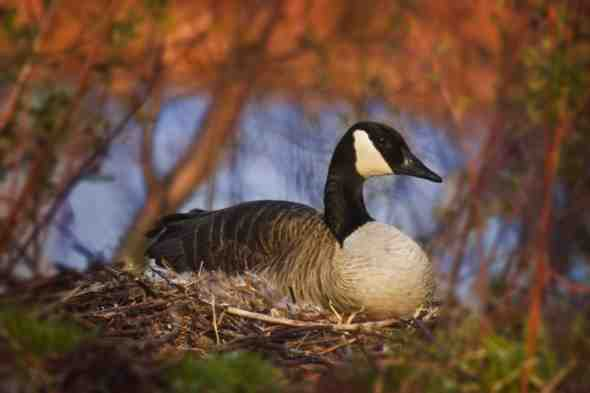
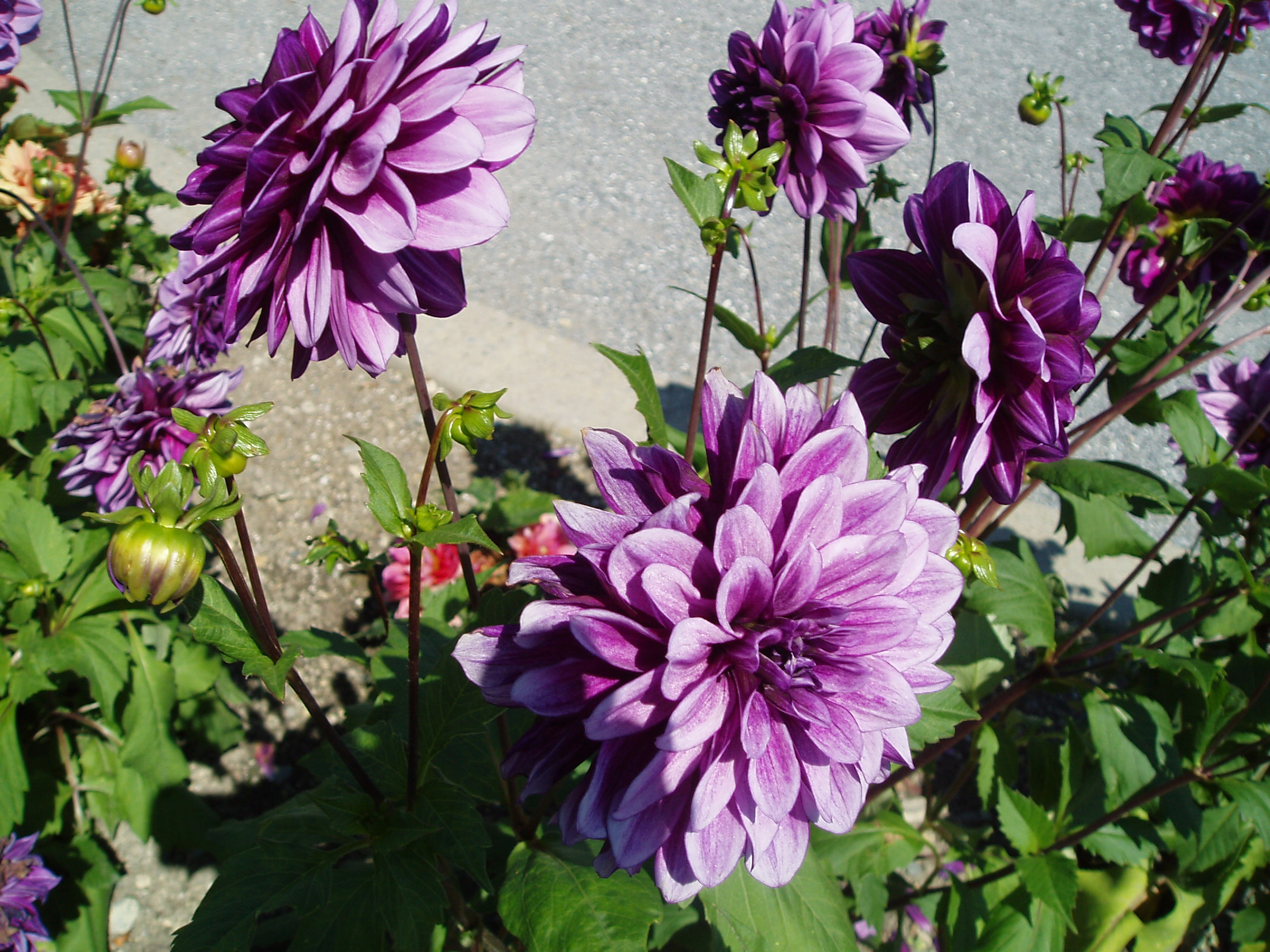
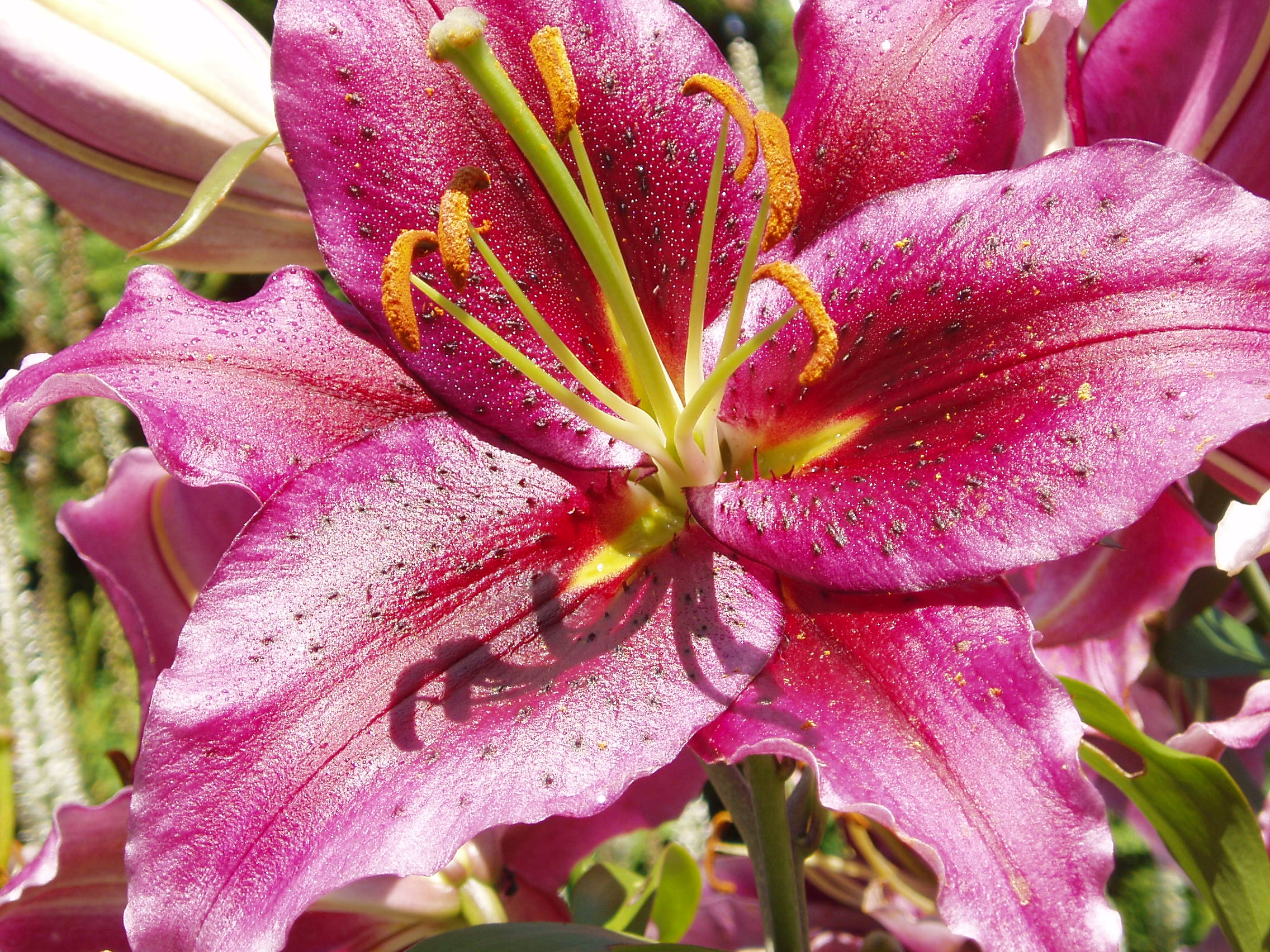
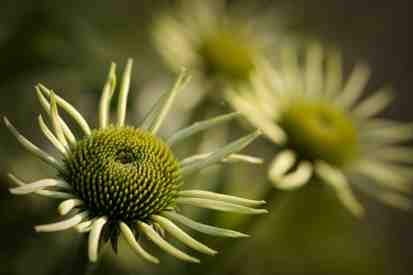
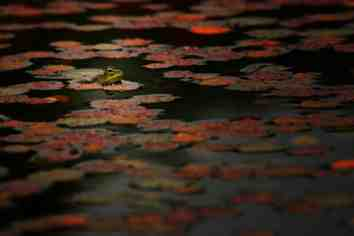
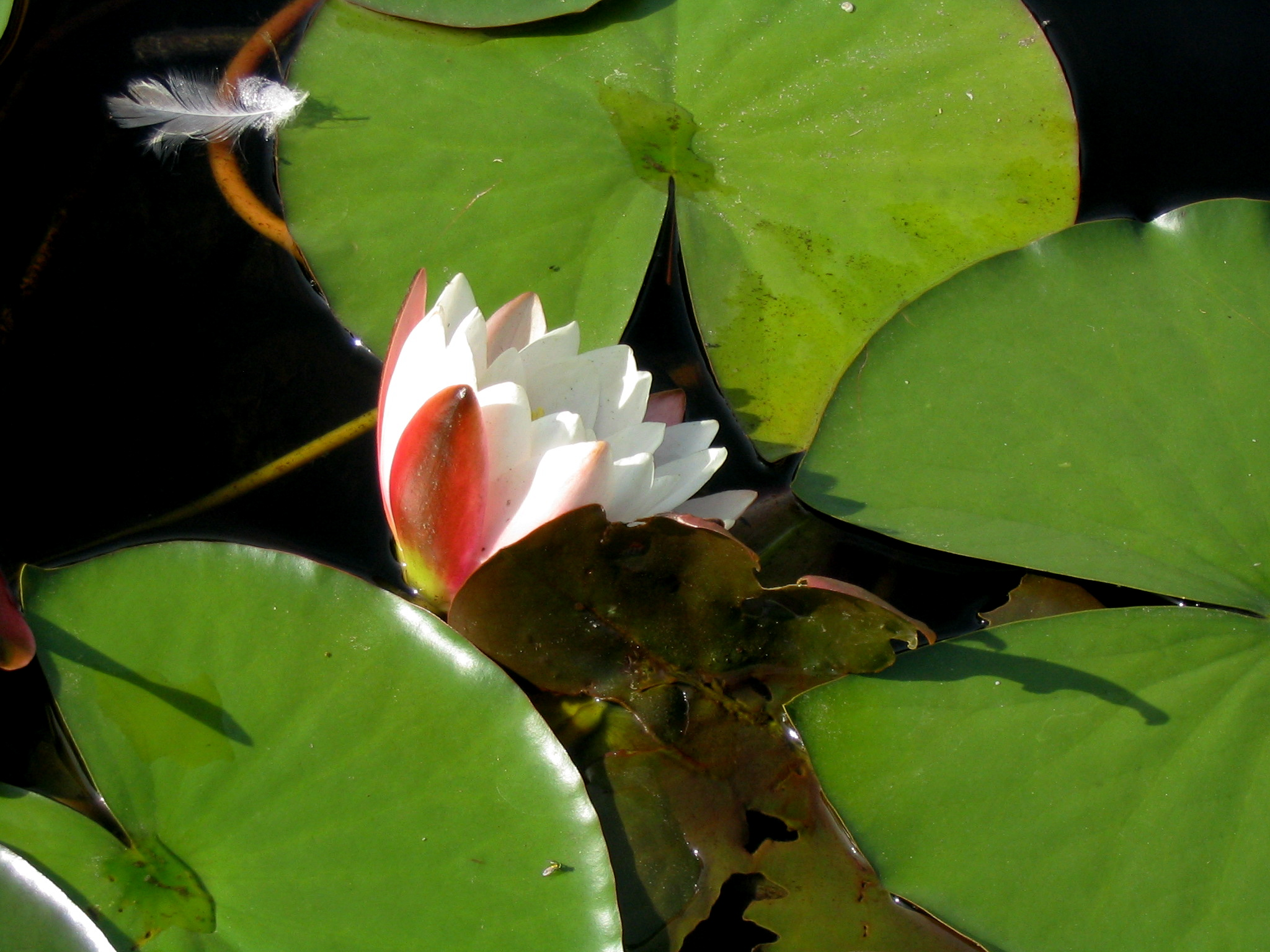